# Le Breuil-sur-Couze
Pour les articles homonymes, voir Le Breuil.
Le Breuil-sur-Couze est une commune française située dans le département du Puy-de-Dôme, en région Auvergne-Rhône-Alpes.

## Géographie

### Localisation
Le Breuil-sur-Couze se situe sur la plaine de la Limagne, autour des rives de la Couze et de l'Allier.
|                       | Le Broc             |                    |
| Saint-Germain-Lembron | du Breuil-sur-Couze | Nonette-Orsonnette |
|                       | Beaulieu            |                    |

### Voies de communication et transports
Le Breuil-sur-Couze est accessible par l'autoroute A75 depuis Issoire, par l'échangeur 17, ainsi que par les routes départementales 35, 35A, 214, 726 et 726A.
Une gare est implantée sur la ligne de Saint-Germain-des-Fossés à Nîmes-Courbessac. Elle est desservie par des TER Auvergne-Rhône-Alpes reliant les gares de Clermont-Ferrand à Brioude.

### Climat
Pour des articles plus généraux, voir Climat d'Auvergne-Rhône-Alpes et Climat du Puy-de-Dôme.
En 2010, le climat de la commune est de type climat du Bassin du Sud-Ouest, selon une étude du Centre national de la recherche scientifique s'appuyant sur une série de données couvrant la période 1971-2000. En 2020, Météo-France publie une typologie des climats de la France métropolitaine dans laquelle la commune est exposée à un climat de montagne ou de marges de montagne et est dans la région climatique  Nord-est du Massif Central, caractérisée par une pluviométrie annuelle de 800 à 1 200 mm, bien répartie dans l’année. 
Pour la période 1971-2000, la température annuelle moyenne est de 11,1 °C, avec une amplitude thermique annuelle de 16,3 °C. Le cumul annuel moyen de précipitations est de 553 mm, avec 7,1 jours de précipitations en janvier et 6,3 jours en juillet. Pour la période 1991-2020, la température moyenne annuelle observée sur la station météorologique de Météo-France la plus proche, « Issoire », sur la commune d'Issoire à 9 km à vol d'oiseau, est de 12,0 °C et le cumul annuel moyen de précipitations est de 610,7 mm,. Pour l'avenir, les paramètres climatiques de la commune estimés pour 2050 selon différents scénarios d'émission de gaz à effet de serre sont consultables sur un site dédié publié par Météo-France en novembre 2022.

## Urbanisme

### Typologie
Au 1er janvier 2024, Le Breuil-sur-Couze est catégorisée bourg rural, selon la nouvelle grille communale de densité à sept niveaux définie par l'Insee en 2022.
Elle est située hors unité urbaine. Par ailleurs la commune fait partie de l'aire d'attraction d'Issoire, dont elle est une commune de la couronne,. Cette aire, qui regroupe 53 communes, est catégorisée dans les aires de moins de 50 000 habitants,.

### Occupation des sols
L'occupation des sols de la commune, telle qu'elle ressort de la base de données européenne d’occupation biophysique des sols Corine Land Cover (CLC), est marquée par l'importance des territoires agricoles (69,7 % en 2018), en diminution par rapport à 1990 (77,1 %). La répartition détaillée en 2018 est la suivante : terres arables (43,3 %), forêts (16,8 %), zones agricoles hétérogènes (14 %), zones urbanisées (13,5 %), prairies (12,4 %). L'évolution de l’occupation des sols de la commune et de ses infrastructures peut être observée sur les différentes représentations cartographiques du territoire : la carte de Cassini (XVIIIe siècle), la carte d'état-major (1820-1866) et les cartes ou photos aériennes de l'IGN pour la période actuelle (1950 à aujourd'hui).

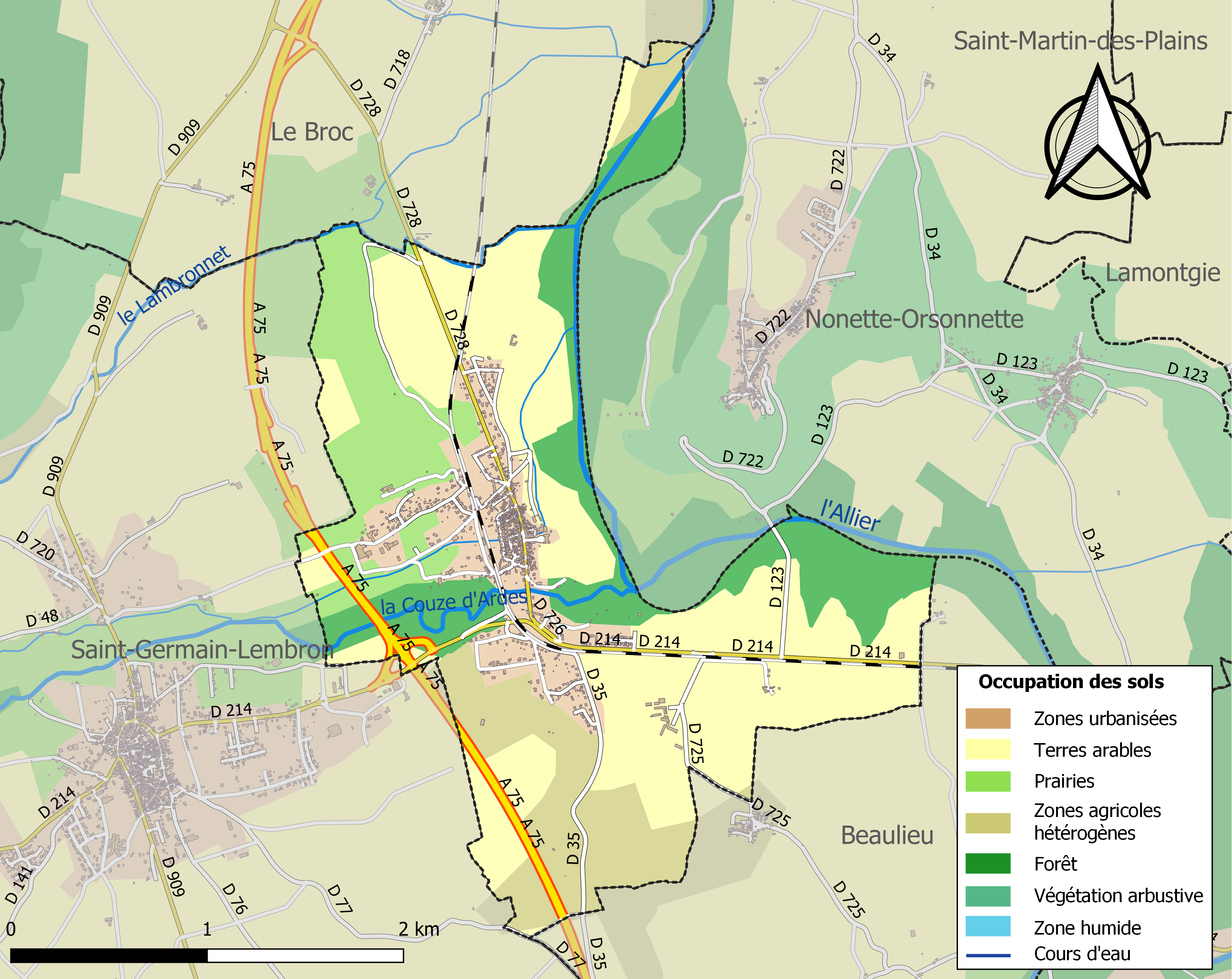
Carte des infrastructures et de l'occupation des sols de la commune en 2018 (CLC).

## Politique et administration
| Période                                  | Période                   | Identité         | Étiquette | Qualité            |
| ---------------------------------------- | ------------------------- | ---------------- | --------- | ------------------ |
| Les données manquantes sont à compléter. |                           |                  |           |                    |
| 1919                                     | 1945                      | Emile Dousset    |           |                    |
| 1945                                     | 1971                      | Rodolphe Manry   |           |                    |
| 1971                                     | 1977                      | Yves Dousset     | Rad.      | Avocat             |
| mars 1989                                | mars 2014                 | Guy Bourgne      |           |                    |
| mars 2014                                | mai 2020                  | Pierre Sourdille |           |                    |
| mai 2020                                 | En cours (au 6 août 2020) | Gilles Sabatier  |           | Retraité militaire |

## Population et société

### Démographie
L'évolution du nombre d'habitants est connue à travers les recensements de la population effectués dans la commune depuis 1793. Pour les communes de moins de 10 000 habitants, une enquête de recensement portant sur toute la population est réalisée tous les cinq ans, les populations de référence des années intermédiaires étant quant à elles estimées par interpolation ou extrapolation. Pour la commune, le premier recensement exhaustif entrant dans le cadre du nouveau dispositif a été réalisé en 2008.

En 2022, la commune comptait 1 030 habitants, en évolution de −2,09 % par rapport à 2016 (Puy-de-Dôme : +2,1 %, France hors Mayotte : +2,11 %).
| 1793 | 1800 | 1806 | 1821 | 1831 | 1836 | 1841 | 1846 | 1851 |
| ---- | ---- | ---- | ---- | ---- | ---- | ---- | ---- | ---- |
| 617  | 416  | 394  | 486  | 526  | 583  | 576  | 625  | 590  |

| 1856 | 1861 | 1866 | 1872 | 1876 | 1881 | 1886 | 1891 | 1896 |
| ---- | ---- | ---- | ---- | ---- | ---- | ---- | ---- | ---- |
| 643  | 676  | 646  | 601  | 601  | 621  | 676  | 708  | 707  |

| 1901 | 1906 | 1911 | 1921 | 1926 | 1931 | 1936 | 1946 | 1954 |
| ---- | ---- | ---- | ---- | ---- | ---- | ---- | ---- | ---- |
| 710  | 623  | 594  | 534  | 555  | 541  | 552  | 646  | 668  |

| 1962 | 1968 | 1975 | 1982 | 1990 | 1999 | 2006 | 2008 | 2013  |
| ---- | ---- | ---- | ---- | ---- | ---- | ---- | ---- | ----- |
| 712  | 758  | 842  | 875  | 820  | 868  | 938  | 949  | 1 048 |

| 2018  | 2022  | - | - | - | - | - | - | - |
| ----- | ----- | - | - | - | - | - | - | - |
| 1 039 | 1 030 | - | - | - | - | - | - | - |

## Culture locale et patrimoine

### Lieux et monuments
- Église Saint-Côme et Saint-Damien, du XIe siècle, précédée d'un porche roman et ornée de peintures murales.
- Château de style classique du XVIIe siècle à proximité de l'église.
- Commanderie du Temple.

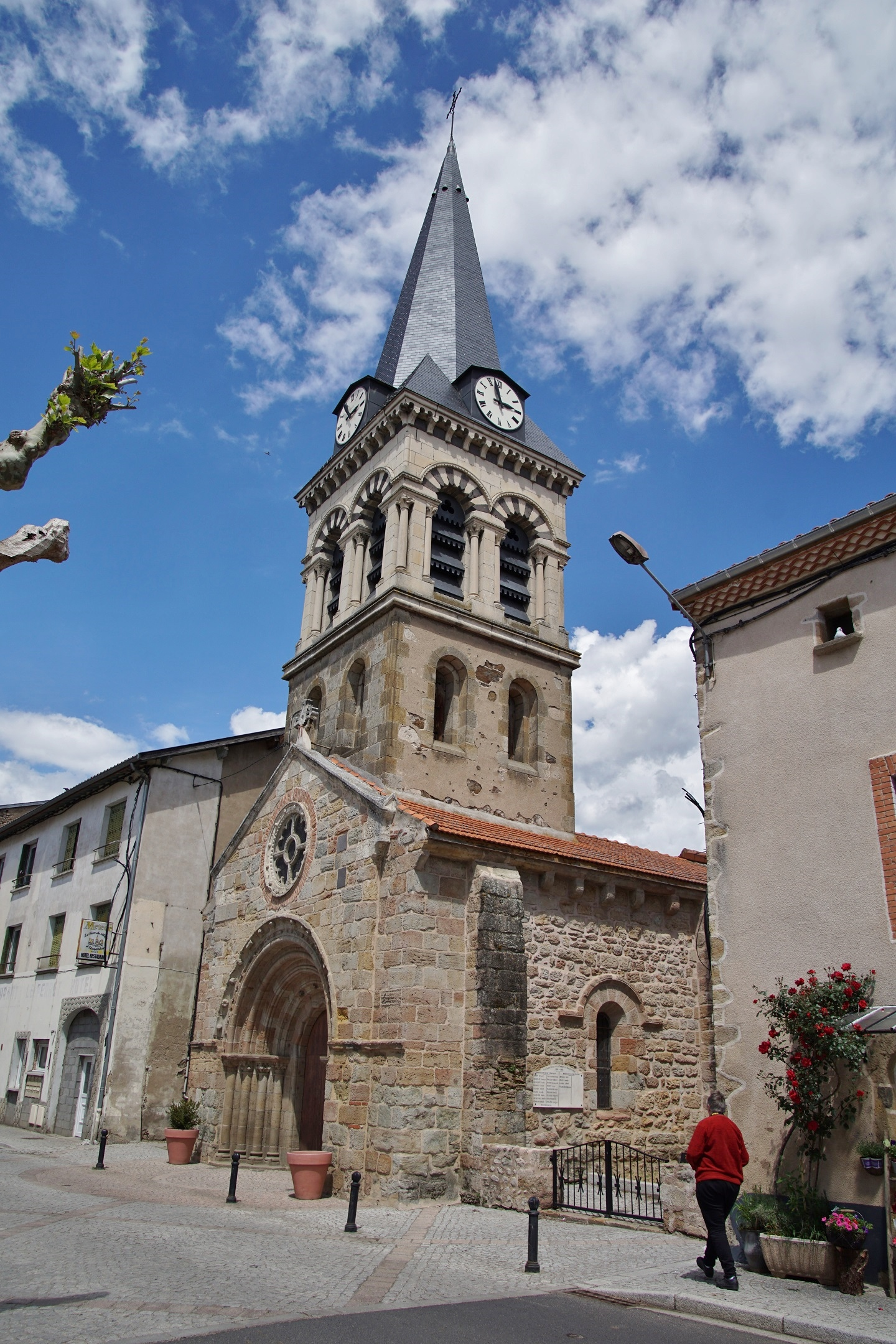
Façade occidentale ornée d'un porche roman.
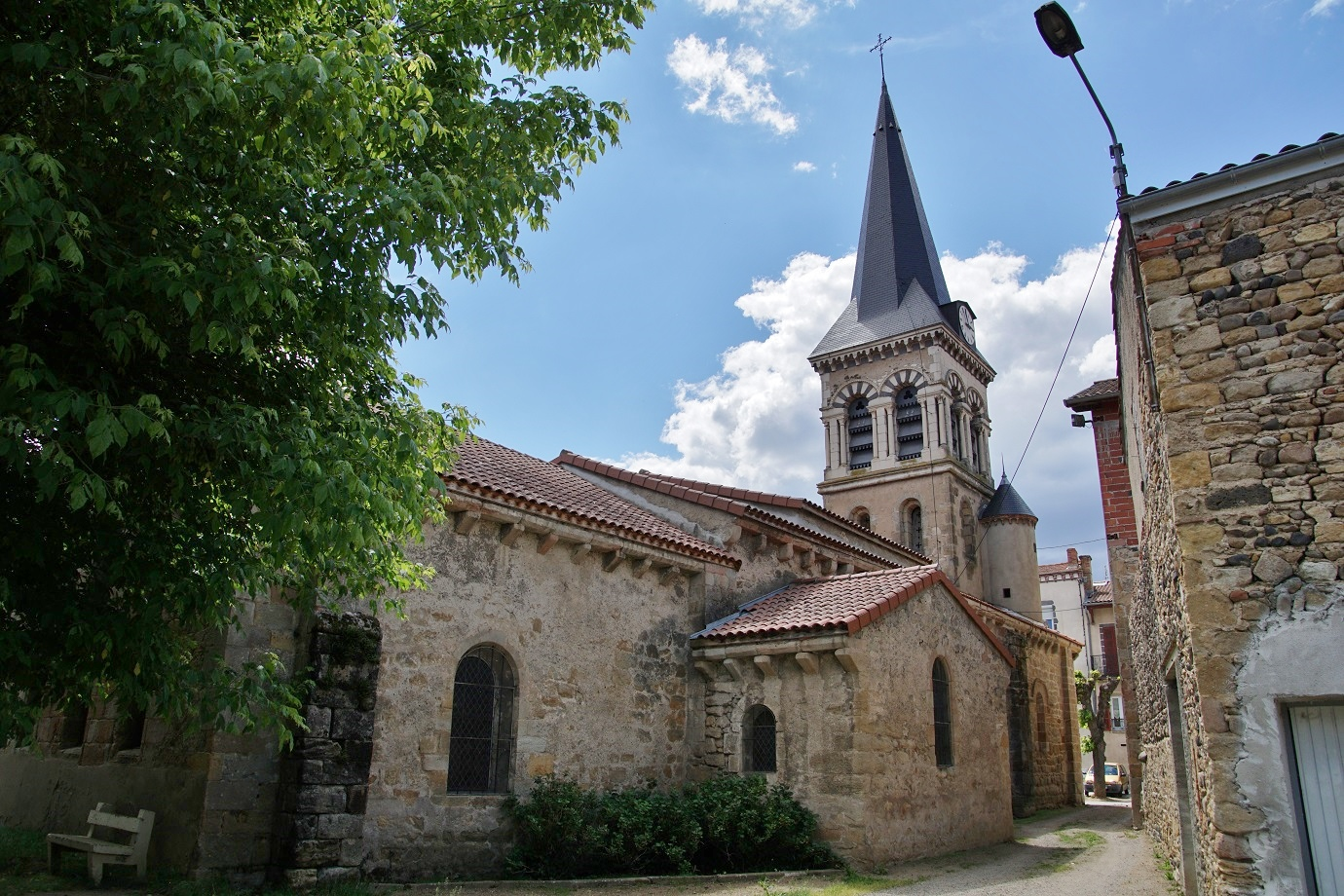
Flanc nord de l'église.

### Personnalités liées à la commune
- Dominique Dufour de Pradt, diplomate et historien (1759-1838).
- Jean Grave, militant anarchiste (1854-1939).